# Asociación Argentina de Derecho Marítimo
La Asociación Argentina de Derecho Marítimo (AADM) fue fundada por Estanislao Zeballos el 12 de junio de 1905 en la ciudad de Buenos Aires,  como la rama argentina del Comité Marítimo Internacional (C.M.I.). Fue pionera como Asociación de Derecho Marítimo en Latinoamérica.

## Historia
Hasta fines de la década de los ‘60, el Comité Marítimo Internacional fue el organismo que instaba al gobierno belga a convocar conferencias diplomáticas para la aprobación de convenciones y reglas tendientes a la unificación del derecho marítimo cuando existían posibilidades de concretar un texto positivo sobre temas concretos.
A partir de 1969, tanto la  Comisión de Derecho Comercial Internacional (UNCITRAL) como la Organización Marítima Internacional (O.M.I.) asumieron dicha tarea, y el Comité se convirtió en el asesor jurídico, primero de la OMI y, más tarde, también de UNCITRAL.
En abril de 1948, Leopoldo Melo reorganiza la Asociación, recordando a los fundadores y la actuación destacada que a ella le cupo en el seno del C.M.I. a través de los informes que se enviaban desde la celebración de la Conferencia de Venecia de 1907.
En 1921 se ratificaron las Convenciones de Bruselas sobre Abordajes y Asistencia y Salvamento de 1910.
En 1922 se celebró en Buenos Aires la Conferencia de la International Law Association, en la que Leopoldo Melo tuvo una relevante intervención. En esta conferencia se aprobó la cláusula sobre jurisdicción de los tribunales argentinos en los contratos de transporte.
En agosto de 1951, con motivo de una invitación que hizo llegar el profesor Torcuato Gianninni como organizador de la Conferencia de Nápoles de 1951, Atilio Malvagni destacó la conveniencia de que la Asociación se hiciera presente en las conferencias del Comité. Así fue que el Dr. Malvagni concurrió a la que se realizó en Madrid en 1955.
Desde entonces se ha continuado con la tradición que señalara Melo, manteniendo una relación permanente con la Presidencia, los miembros ejecutivos y los diferentes grupos de estudio del Comité.
Después de gestiones realizadas ante el gobierno en 1956 y 1957, en 1960 la Asociación obtuvo la ratificación de las Convenciones de Bruselas sobre Conocimientos de Embarque de 1924, las de Inmunidad de Buques de Estado y de Privilegios e Hipotecas de 1926, y la de Competencia Civil y Penal en materia de abordajes de 1952.
La Argentina ratificó la Convención de Atenas sobre el transporte de pasajeros. Asimismo, después de las gestiones realizadas por nuestra Asociación y a raíz de la influencia ejercida por los intereses del sector, se ratificaron las convenciones que regulan la responsabilidad civil y el fondo de garantías para los casos de contaminación por hidrocarburos.

### Reuniones destacadas realizadas por la AADM
Más allá de las gestiones descriptas y de las conferencias, coloquios y seminarios realizados, no puede dejar de destacarse las cuatro reuniones internacionales que organizó la Asociación:
- Las Primeras Jornadas Internacionales en 1960, a la que concurrió Albert Lilar, presidente del Comité y Ministro de Justicia de Bélgica.

- El Seminario sobre Transporte Marítimo (Reglas de La Haya-Visby y de Hamburgo), realizado en 1980 con la colaboración del Comité  por entonces presidido por Francesco Berlingieri.

- El Seminario sobre Fletamento celebrado en 1983 a nivel latinoamericano, con la colaboración de la Asociación Peruana de Derecho Marítimo.

- La Conferencia del Centenario, celebrada en junio de 2005, a la que –entre otros– asistiera el Presidente del Comité, M. Jean-Serge Rohart.

Se han publicado los textos de todas las exposiciones y, además, los correspondientes al Seminario de 1980 con su traducción al inglés.
Por último, cabe destacar que, desde la conferencia diplomática celebrada en Bruselas en 1957 y la del Comité de Nueva York en  1965, la Asociación ha estado presente, por intermedio de sus miembros, en todas las conferencias, seminarios y coloquios a los que fuera convocada por el C.M.I.